# 디종 머스터드
디종 머스터드(프랑스어: moutarde de Dijon 무타르드 드 디종[*])는 프랑스 디종에서 생산되는 전통 머스터드이다.